# José Eudoro Robert

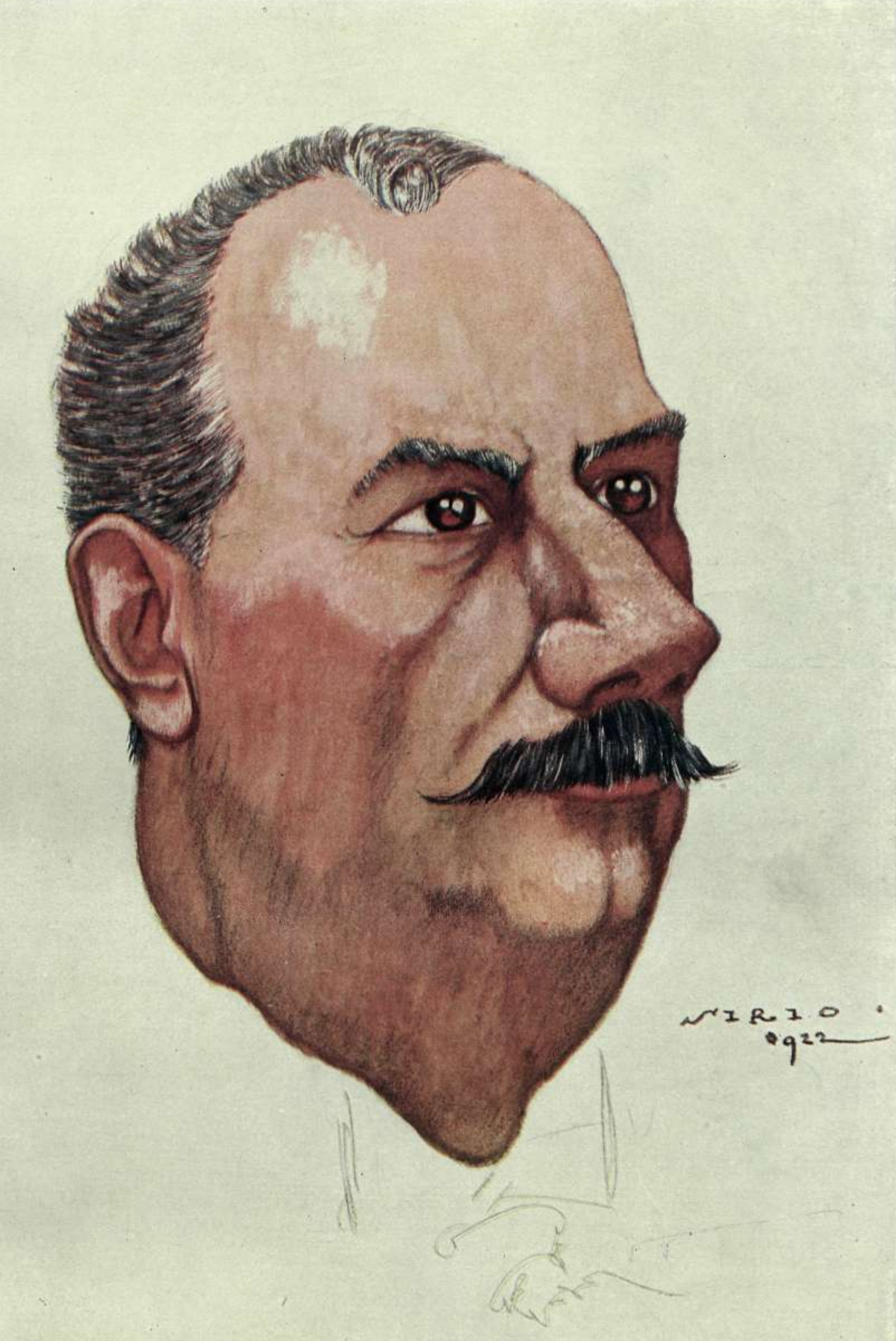
Retratado por Sirio en Caras y Caretas (1922)

José Eudoro Robert (Corrientes, 10 de marzo de 1859-Corrientes, 20 de marzo de 1940) fue un político, médico y abogado argentino, que ocupó el cargo de gobernador de la provincia de Corrientes entre 1921 y 1925.

## Biografía
Residió en Buenos Aires, donde estudió medicina en la Universidad de Buenos Aires. Se casó con Eugenia Armand, con quien tuvo cinco hijos.
Adhirió en el Partido Liberal de Corrientes. Durante la crisis generada en la provincia tras la Revolución del Parque, en 1891, el gobernador Antonio Ignacio Ruiz lo designa como interventor de Santo Tomé ante el levantamiento de opositores al gobierno en aquel poblado. Su designación logró apaciguar brevemente el conflicto. Fue elegido diputado nacional en dos oportunidades: en 1890 y 1900.
Fue miembro del Superior Tribunal de Corrientes.
Fue elegido gobernador en 1921, con Pedro Díaz Colodrero, quien pertenecía al Partido Autonomista. Su residencia en la ciudad de Corrientes era el conocido actualmente como Castillo o Chalet Robert, obra del arquitecto italiano Juan Coll, construido aproximadamente en 1890, con características neorománicas.